# Victoria Morales Etchevers
Victoria Eugenia Morales Etchevers (Concepción, 26 de septiembre de 1936) también conocida como Moy de Tohá, es una diplomática chilena retirada.

## Vida
Moy creció en Chillán, en una familia de propietarios rurales. En 1963 se casó con José Tohá con el que tuvo dos hijos, Carolina y José.

## Trayectoria pública
El golpe de Estado de 1973 le arrebató a José Tohá, quien fue capturado, torturado y asesinado por la dictadura militar de Augusto Pinochet, con quien su marido había entablado una relación cercana. Declararía años después: «La sensación de un golpe de Estado era algo muy lejano porque no teníamos esa experiencia salvo episodios puntuales como el de Roberto Viaux en 1969 o el Tanquetazo del 29 de junio anterior. Por tanto, aquella mañana hice cosas muy absurdas, como lavarme el pelo o ponerme rulos en la cabeza; pensaba que todo se arreglaría y que José vendría a comer.» Se comunicó también con algunas esposas de altos funcionarios gubernamentales e incluso con varios mandos militares para intentar averiguar qué sucedía y, cuando supo por los bandos golpistas quién encabezaba la sublevación, se sintió aliviada porque creía conocerle. «Nunca nadie detectó los grados de crueldad que había en su cabeza. Pensaba que, como Pinochet estaba al frente del golpe, sería posible una negociación para una salida democrática que ni siquiera implicaría que Allende dejara la Presidencia, sino quizás solo algunas concesiones para lograr consensos... Todo esto por supuesto no lo reflexionaba, sino que eran intuiciones. Pensaba que al menos conocíamos a los golpistas. Ahí el único peligroso era Leigh, una persona muy fascista, pero competente y Capaz; porque Merino era tan estúpido, presuntuoso y tontorrón como Pinochet, quien se fue con los golpistas por oportunismo, no por haber hecho un análisis de la situación, porque era una persona muy primaria. Era un militar común, corriente y opaco que alardeaba de su lealtad hacia el Presidente Allende, que le aplaudía cuando otros militares no lo hacían.»
Poco antes de la muerte de su marido, se entrevistó por última vez con el dictador en su despacho del Edificio Diego Portales. «Señora, ¿qué se le ofrece?», le preguntó. «Perdóneme, no vengo a hablar con el presidente de la Junta, vengo a hablar con Augusto Pinochet, a quien conozco desde hace tiempo. Vengo a pedirte que me devuelvas a mi marido inmediatamente. Quiero que me lo devuelvas porque está mal, porque ha habido problemas, porque ha sido sacado de su recinto hospitalario sin autorización médica. Cualquier cosa que le pase en este momento puede ser gravísima. Necesito verlo, necesito estar con él.» «No me puedes pedir esto», arguyó Pinochet. «Esto no lo puedo hacer yo. Seguramente la FACh tendrá algún cargo contra tu marido. Tienes que agradecerme, Moy, que me hayas pedido audiencia y en menos de doce horas te haya sido concedida.» Ella le recordó que nunca había tenido que solicitar audiencia para ir a su casa y siempre fue bien recibido. Mientras, Pinochet vociferaba que le iba a retirar la nacionalidad a Hortensia Bussi. «¿Por qué gritas tanto? Hace ya mucho tiempo que no te puedo oír ni en la televisión, gritas demasiado.» Ante su insistencia el dictador señaló: «Si hago algo, lo voy a hacer por ese niño chico que merece un padre». «De ese niño chico me encargo yo, que soy su madre. Si tú haces algo será porque reconoces que José es un ser maravilloso, el ser humano a quien tanto conociste.» Entonces hizo ademán de marcharse. «Mira, lo único que puedo hacer es apurar el proceso. Voy a hablar con el fiscal para que puedas ver a tu marido.»
Moy de Tohá recordaría que su esposo sufría una fuerte depresión y presentaba un cuadro grave de desnutrición y que aun así estuvo sometido a permanentes interrogatorios, incomunicado, vejado. «Cuando me entregaron su cuerpo, pesaba 49 kilos y no olvide que José medía 1,95. (...) Lo único que puedo decirle es que el closet en donde aseguran que se habría ahorcado era mucho más bajo que José. Por otro lado, hay que recordar que él ya no tenía fuerzas para dar ni un solo paso». La noticia del asesinato de Tohá conmovió profundamente al general Carlos Prats en su exilio en Buenos Aires. En la carta que el 29 de agosto de 1974 dirigió a Moy de Tohá quiso explicarle: «¿Por qué se ensañaron con José? Porque a cada uno de los cómitres de hoy les torturaba la evidencia de que, dentro de la UP, José era quien mejor los conocía. Los observó humildes y obsecuentes, los vio hacer genuflexiones y supo de sus miserias íntimas, de sus celos interarmas, de su concupiscencia y frivolidad, de sus limitaciones intelectuales y culturales y de la farsa de su lealtad. José Tohá tenía mucho que decir...». Prats también se refirió a su sucesor al frente del Ejército: «En cuanto a la conducta de Pinochet, puedo decirte que su traición no tiene parangón en la historia de Chile. ¿Cómo puede entenderse su trayectoria bonachona y dúctil, entre marzo y septiembre de 1973, si él mismo ha reconocido su compromiso bajo firma para derrocar a Allende desde aquel mes? La explicación está en que en su personalidad —como en el caso de un Duvalier— se conjugan admirablemente una gran pequeñez mental con una gran dosis de perversidad espiritual, como lo ha estado demostrando con sus inauditas declaraciones recientes». Muy lejana queda la nota que Augusto Pinochet y Lucía Hiriart les escribieron el 10 de julio de 1973: «Lucía y Augusto Pinochet Ugarte, general de división, saludan atentamente a los distinguidos amigos don José Tohá G. y señora Victoria E. Morales de Tohá y en forma muy sentida les agradecen el noble gesto de amistad que tuvieron al despedirse de su gestión ministerial. Lucía y Augusto le expresan el sentido afecto que ellos tienen por el matrimonio Tohá Morales y les piden que los sigan considerando sus amigos. Esperamos que al regreso de Lucía tengamos la suerte de compartir con la grata compañía de ustedes. Mientras tanto, reciban el saludo y el afecto de siempre».
Desde 1974 hasta 1979 fue exiliada con su hija e hijo en México, por invitación de María Esther Zuno, esposa del entonces presidente Luis Echeverría. Tras la derrota del régimen castrense en las urnas en 1988 y el restablecimiento de la democracia en 1990, regresó a Chile, donde contribuyó a la unificación de los grupos opuestos a la dictadura, que finalmente formaron la Concertación de Partidos por la Democracia.
Entre 1990 y 1994 fue embajadora en Tegucigalpa. Desde 1994 hasta 2001 fue agregada cultural en México, y por último, entre 2001 y 2006 fue embajadora en San Salvador.